# Ranunculus berggrenii
Ranunculus berggrenii är en ranunkelväxtart som beskrevs av Donald Petrie. Ranunculus berggrenii ingår i släktet ranunkler, och familjen ranunkelväxter. Inga underarter finns listade i Catalogue of Life.